# Instagram
 (транскр.  Инстаграм) је услуга друштвеног умрежавања за дељење фотографија и видео-записа. У власништву је америчког предузећа Meta Platforms. Омогућава корисницима да постављају садржај који се могу уређивати помоћу филтера, организовати по хаштаговима и повезати са локацијом.
Брзо је стекао популарност, достигавши милион регистрованих корисника за два месеца, 10 милиона за годину дана и милијарду у јуну 2018. Иако често хваљен због свог успеха и утицаја, Instagram је такође привукао критике због негативног утицаја на ментално здравље тинејџера, његове политике и честих промена интерфејса, као и цензуре садржаја који корисници постављају.

## Историја
На инстаграму корисници, као што је већ речено, могу да убацују фотографије и кратке видео–снимке и да их потом објављују на другим друштвеним мрежама.
У 2012. години инстаграм се први пут спомиње као друштвена мрежа. Корисници су од тада омогућени да се повежу са другим корисницима који имају Instagram налог и да прате све њихове објаве. Такође, корисници апликације могу да у свој профил „убаце“ и своје личне податке као и да праве селекцију од објављених фотографија.
Пре објављивања фотографија, корисник може да их промени уз одређене филтере. Ти филтери мењају боју фотографија, одређени додају рамове фотографији итд. 
Филтери који се тренутно налазе на инстаграму су:
- Amaro
- Mayfair
- Moon
- Clarendon
- Gingham
- Perpetua
- Stinson
- Vesper
- Earlybird
- Maven
- Ginza
- Skyline
- Dogpatch
- Brooklyn
- Asnby
- Helena
- Charmes
- Lark
- Reyes
- Juno
- Slumber
- Crema
- Ludwig
- Aden
- Rise
- Valencia
- Hudson
- X-Pro II
- Sierra
- Willow
- Lo-fi
- Earlybird
- Sutro
- Toaster
- Brannan
- Inkwell
- Walden
- Hefe
- Nashville
- 1977
- Kelvin

- Колаж слике модификован са 16 различитих филтара на инстаграму.
- Слика у оригиналном облику и прерађена у инстаграму.